# جمعية بلغاريا الوطنية
جمعية بلغاريا الوطنية (بالإنجليزية: National Assembly) هي الهيئة التشريعية في بلغاريا، التي تأسست في 10 فبراير 1879، وتتكون من 240  مقعداً.